# Grøtsund
Der Grøtsund (norwegisch  Grøtsundet) ist ein Sund im Fylke (Provinz) Troms in Nord-Norge, Norwegen. Er befindet sich nahezu in seiner Gesamtheit auf dem Gebiet der Stadtgemeinde Tromsø und nur zu einem sehr geringen Teil auf dem der nördlich benachbarten Gemeinde Karlsøy.
Die etwa 33 km lange und 4–5 km breite Meerenge, durch die die nördliche Schiffszufahrt nach Tromsø verläuft, trennt die Inseln Reinøya und Ringvassøya im Nordwesten sowie den nördlichen Teil der Insel Kvaløya im Westen vom Festland der skandinavischen Halbinsel im Südosten.
Der Grøtsund beginnt im Südwesten an der Nordspitze der Insel Tromsøya, auf der die Innenstadt von Tromsø liegt und wo er in den Tromsøysund im Osten der Insel und den Sandnessund in deren Westen übergeht. Er verläuft von dort zunächst etwa 8 km nach Norden bis zur Einmündung des zwischen Kvaløya und Ringvassøya verlaufenden und von Nordwesten herankommenden Kvalsunds. Dann biegt er südlich der Südspitze von Ringvassøya nach Nordosten um und verläuft etwa 25 km bis zum Leuchtfeuer Grøtnes an der Südostspitze der Insel Reinøya, wo er in den ins Nordmeer führenden Ullsfjord einmündet. Dabei passiert er auf etwa halber Strecke die vor der Südspitze von Reinøya gelegene ca. 1 km lange Insel Nipøya, die einzige Insel von nennenswerter Größe im Grøtsund, und die Einmündung des dort von Nordosten kommenden, die Inseln Ringvassøya und Reinøya voneinander trennenden Langsunds.

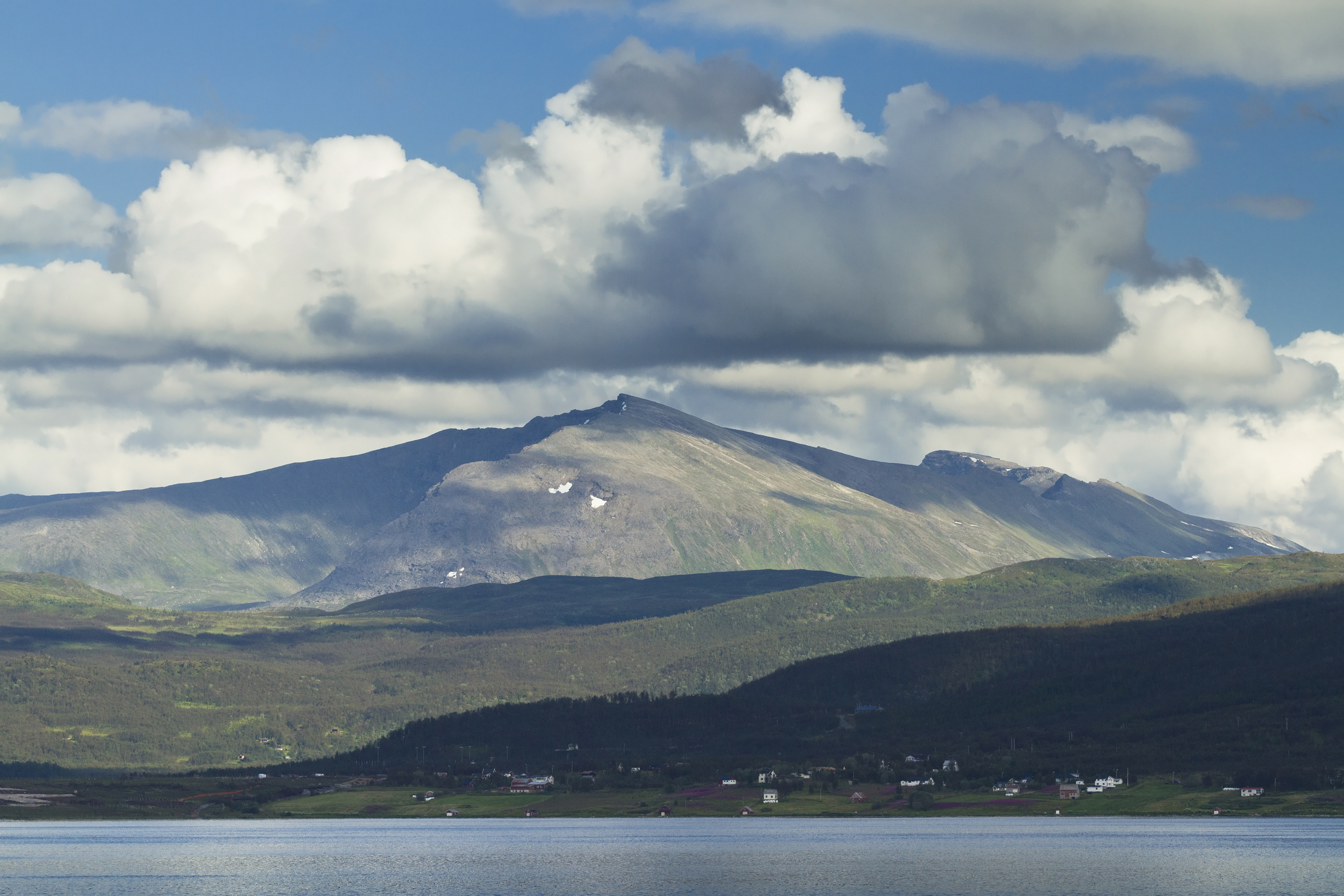
Blick von Kvaløya über den Grøtsund auf das Rundfjell (778 m)
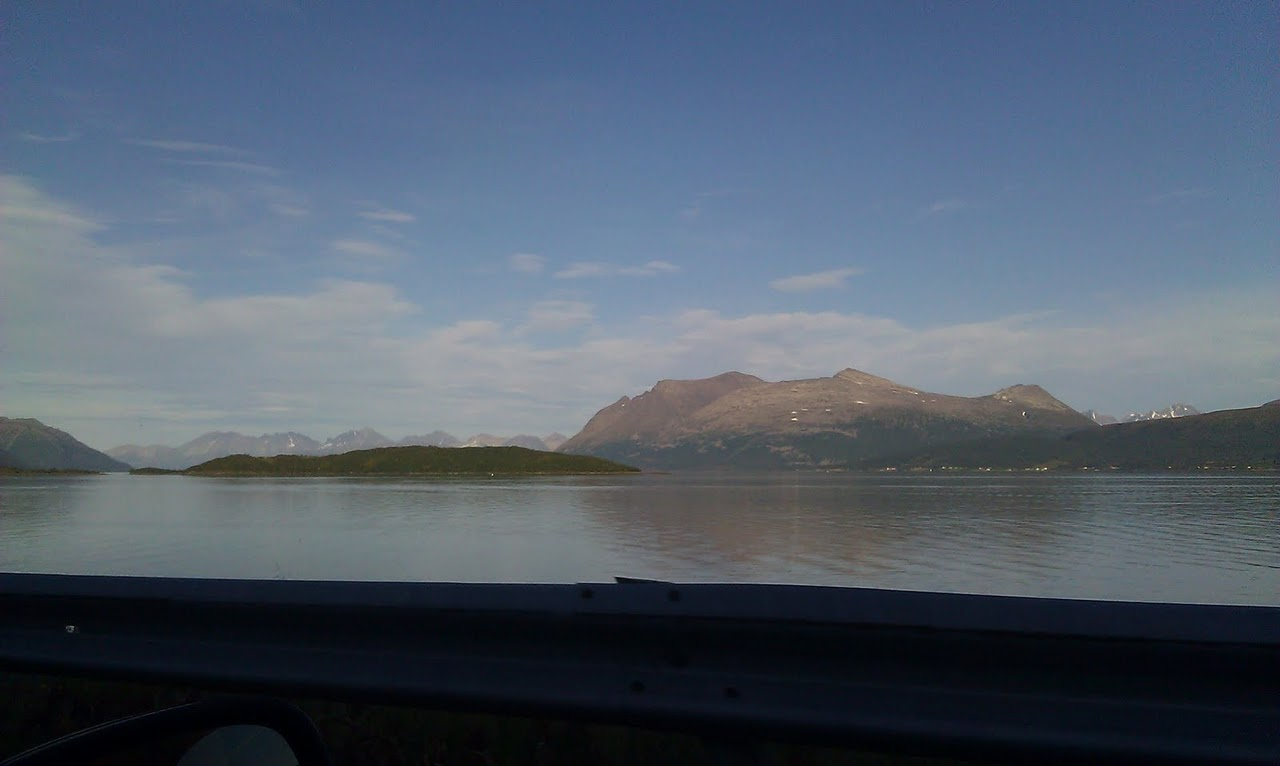
Blick über den Grøtsund auf die Insel Nipøya